# Il mistero della caverna di ghiaccio
Il mistero della caverna di ghiaccio (Beware, the Snowman) è il cinquantunesimo racconto della collana Piccoli brividi, dello scrittore statunitense R. L. Stine.

## Trama
Una ragazzina dodicenne di nome Jaclyn DeForest, insieme a sua zia Greta, si trasferisce da Chicago a Sherpia, un nevoso paesino (presumibilmente del Canada) vicino ad una montagna. La ragazzina, visitando le strade del paesino e osservando che nel cortile di ogni casa è presente un inquietante pupazzo di neve col volto sfregiato, s'imbatte nei due fratelli Eli e Rolonda Browning che le sconsigliano di proseguire oltre: Jaclyn, infatti, aveva intenzione di andare in cima alla montagna. La ragazzina, però, sceglie di ignorare il consiglio dei due fratelli e di proseguire ugualmente, imbattendosi questa volta in Conrad, un vecchio "eremita" che vive in una capanna poco distante dalla cima della montagna insieme al suo cane lupo Wolf; anch'egli l'avverte di stare alla larga dalla cima a causa del pupazzo di neve. Corrosa dai dubbi, Jaclyn decide di tornare a casa, ricordandosi continuamente di una vecchia poesia che la sua defunta madre le leggeva sempre da piccola:
"Quando infuria la tempesta

E il giorno se ne va,

Attenta, bimba mia,

Attenta.

Il pupazzo di neve farà festa,

E il freddo porterà!".
Tornata a casa, la ragazza racconta alla zia della sua esperienza ed ella, impercettibilmente scossa, sorvola sulla storia. Qualche giorno dopo, desiderosa di sapere la verità, Jaclyn chiede spiegazioni a Rolonda, la quale le racconta, in una stanza adiacente alla chiesetta del paese, la storia della "maledizione" del pupazzo di neve: un tempo a Sherpia vivevano un mago e una maga che, per errore, colpirono con un incantesimo un pupazzo di neve che divenne posseduto da uno spirito malvagio e, per evitare che arrecasse danno alla cittadina, sigillarono il pupazzo in una gigantesca caverna sulla cima della montagna, chiamata appunto "la caverna di ghiaccio". Gli abitanti di Sherpia, inoltre, per far commuovere il pupazzo nel caso fosse sceso nel paesino per seminare distruzione, fecero un pupazzo di neve in ogni cortile (questo spiega l'onnipresente presenza di pupazzi di neve nei cortili delle casette di Sherpia). Jaclyn, in un primo momento, non crede affatto alla storia dell'amica (credendo che fosse solo una sciocca leggenda popolare per spaventare i nuovi arrivati), ma quando il fratello Eli le racconta che il pupazzo di neve lo ha visto veramente Jaclyn decide di raggiungere la cima della montagna, usando i due fratelli come diversivo per distrarre Conrad (considerato da tutti come un "aiutante" del pupazzo in grado di avvertirlo della presenza di intrusi). I due fratelli riescono a distrarre il vecchio mentre Jaclyn percorre una stretta cengia in cima alla montagna che la porta alla caverna di ghiaccio. Una volta arrivata la ragazza scorge l'enorme pupazzo di neve e, messa alle strette dallo spaventoso essere, scopre con orrore una terribile verità: il pupazzo le dichiara di essere suo padre.
Sconvolta, Jaclyn sente il pupazzo dire che sua madre e zia Greta erano delle maghe che lo avevano colpito con un incantesimo, tramutandolo in un pupazzo di neve, quando Jaclyn aveva solo due anni e, per paura, scapparono via da lui, relegandolo in cima alla montagna; il pupazzo, però, dipana i dubbi di Jaclyn riguardo alla decisione di Greta di trasferirsi proprio a Sherpia dicendo che l'incantesimo si sarebbe spezzato dopo dieci anni, e che avrebbe fatto il possibile per rinnovarlo e colpire nuovamente il cognato. Ancora più confusa, però, Jaclyn si ricorda della poesia che la madre le raccontava sempre da bambina, convinta che fosse questa la risposta al problema, ma il pupazzo si rifiuta di dire altro al riguardo, altrimenti l'incantesimo non si sarebbe potuto compiere per poterlo riportare umano, continuando però a supplicare la ragazzina di aiutarlo. Proprio mentre è in procinto di tornare a casa, però, viene bloccata da zia Greta che, con un tomo nero in mano, il libro di poesie che la madre di Jaclyn possedeva, smentisce le parole del pupazzo, dicendo alla nipote che in realtà egli è un orribile mostro che era stato creato per errore dai genitori di Jaclyn e tramutato in pupazzo di neve proprio per evitare che creasse problemi. Il padre di Jaclyn scomparve, mentre la madre e Greta fuggirono via dal villaggio con lei (quando aveva ancora due anni) per fuggire dal mostro. La zia Greta non era una maga, ma conosceva la formula per imprigionare definitivamente e per sempre il pupazzo di neve nel ghiaccio e proprio mentre si prepara a recitare la formula, Jaclyn le strappa di mano il tomo e, dopo un breve tira tira, diverse pagine volano in aria.
Alla ricerca della formula, però, Jaclyn non si accorge che, tra le pagine strappate, c'è anche quella contenente la formula, che però viene presa dalla zia e lasciata cadere nel dirupo; un colpo di vento, però, riporta la pagina strappata proprio nella mano di Jaclyn che, senza perdere tempo, recita la seconda parte della strofa, prima che la pagina le venga afferrata dalle mani della zia e ridotta in pezzettini, sotto le urla furiose del pupazzo. In realtà, però, Jaclyn aveva letto e imparato a memoria la formula poco prima che venisse distrutta e, sotto lo sguardo sconvolto della zia, recita la formula definitiva:
"Quando si scioglie la neve

E il Sole con te sarà,

Bada al pupazzo di neve...

La libertà conquisterà!"
Jaclyn, però, quando vede il pupazzo sciogliersi a seguito della formula, non vede suo padre. Con un urlo strozzato scopre l'atroce verità: un mostro orribile coperto da coriacee scaglie rosse con terrificanti occhi gialli e denti aguzzi e dalla testa simile a quella di un toro le si para davanti. Il mostro, con una risata demoniaca, afferra Greta e Jaclyn e si appresta a buttarle nel dirupo ma viene interrotto dalla presenza di un piccolo esercito di pupazzi di neve. Convinte che i pupazzi fossero lì per aggredirle, non si accorgono che l'esercito di uomini di neve sta in realtà attaccando il mostro, congelandolo in una parete della caverna di ghiaccio. Ad averli chiamati era stato Conrad che, sotto lo sguardo commosso di Greta, si rivela essere il vero padre di Jaclyn, affermando inoltre che tutto quello che Greta le aveva detto era vero, e cioè che lui e sua moglie crearono accidentalmente il mostro e decisero di limitare il danno racchiudendo l'essere malefico in un pupazzo di neve, sigillandolo nella caverna di ghiaccio, mentre Conrad avrebbe fatto la guardia al mostro. Si palesano anche Eli e Rolonda, che avevano avvertito Conrad, e tutti insieme ritornano al villaggio, prima di venire circondati dai pupazzi di neve minacciosi. Uno di loro, però, saltellando, si avvicina a Conrad dicendogli che tutti loro vorrebbero ritornare al villaggio a causa del freddo pungente.

## Personaggi
- Jaclyn DeForest: la protagonista del racconto. Molto curiosa e intraprendente, decide di scoprire fin da subito cosa si trova in cima alla montagna di Sherpia.
- Zia Greta: la zia di Jaclyn, la quale ha preso in custodia la nipote dopo la morte di sua sorella (madre di Jaclyn).
- Rolonda Browning: una ragazza del posto. Ha paura del pupazzo di neve ma racconta la storia a Jaclyn.
- Eli Browning: un ragazzo del posto, fratello di Rolonda. Anch'egli ha paura del pupazzo di neve e giura a Jaclyn di averlo visto davvero.
- Conrad (DeForest): il vero padre di Jaclyn, un mago. A causa dell'incidente causato con la sua defunta moglie, decise di abbandonare Jaclyn e di diventare un eremita, vivendo sulla montagna di Sherpia e sorvegliando il pupazzo di neve e la caverna di ghiaccio.
- Mostro/Pupazzo di neve: un mostro malefico tridattilo con la testa dalle sembianze di un toro con gli occhi gialli e la pelle ricoperta di scaglie porpora. Venne creato per errore dai genitori di Jaclyn, i quali lo sigillarono all'interno di un pupazzo di neve. Questi, relegato nella "caverna di ghiaccio" sulla montagna di Sherpia, ha atteso per anni fino al giorno in cui sarebbe stato di nuovo libero.

## Edizioni
- R. L. Stine, Il mistero della caverna di ghiaccio, traduzione di Cristina Scalabrini, collana Piccoli brividi, Arnoldo Mondadori Editore, 1999,  p. 141, ISBN 88-04-46149-7.